# Oscar Larson

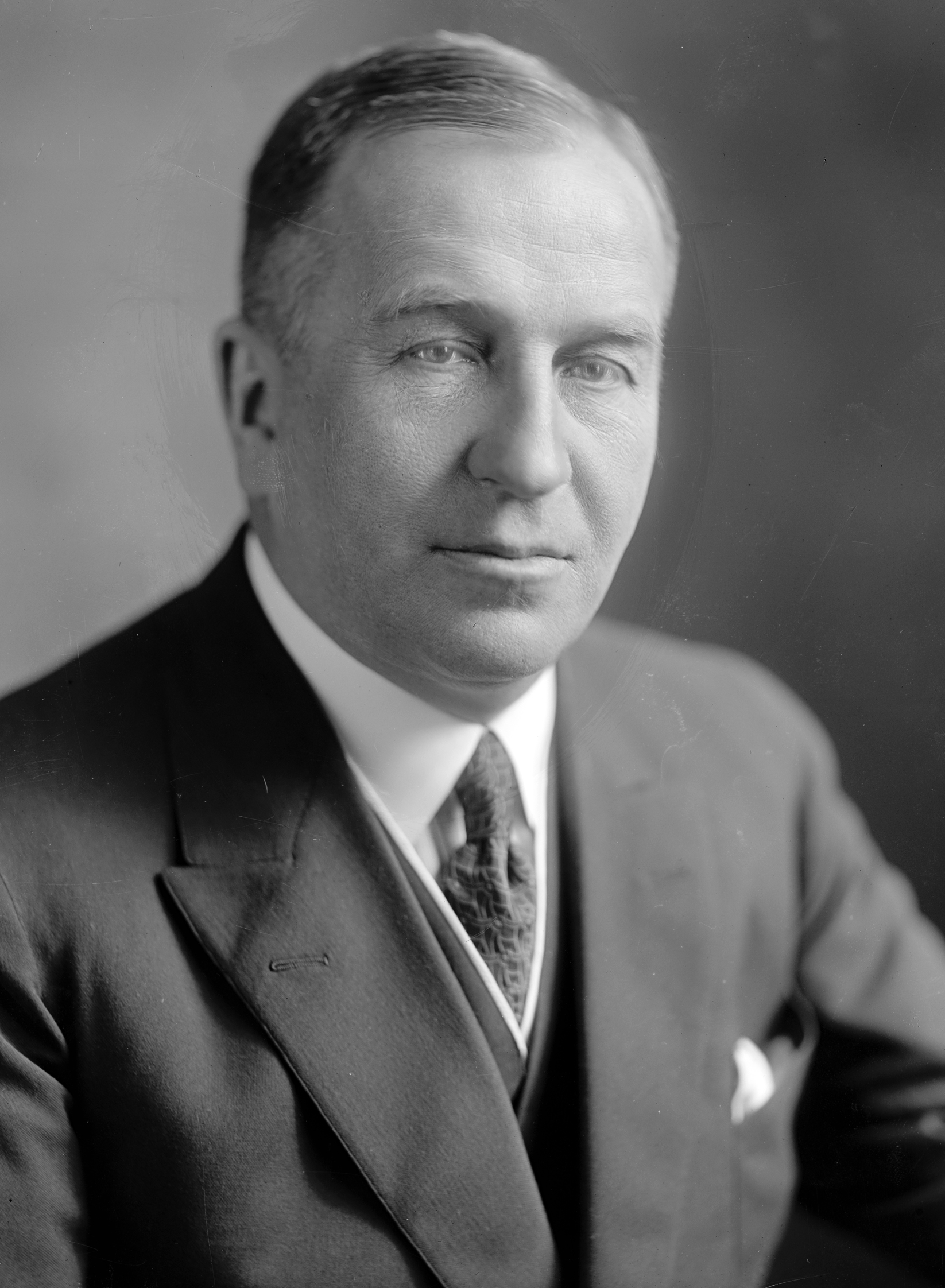
Oscar Larson

Oscar John Larson (* 20. Mai 1871 in Uleaborg, Finnland; † 1. August 1957 in Duluth, Minnesota) war ein US-amerikanischer Politiker. Zwischen 1921 und 1925 vertrat er den Bundesstaat Minnesota im US-Repräsentantenhaus.

## Werdegang
Im Jahr 1876 kam Oscar Larson mit seinen Eltern in die Vereinigten Staaten. Die Familie ließ sich in Calumet (Michigan) nieder. Dort besuchte er die öffentlichen Schulen. Danach studierte er bis 1891 an der Northern Indiana Normal School, der heutigen Valparaiso University. Nach einem anschließenden Jurastudium an der University of Michigan in Ann Arbor und seiner im Jahr 1894 erfolgten Zulassung als Rechtsanwalt begann er in Calumet in seinem neuen Beruf zu arbeiten. Zwischen 1899 und 1904 war er Bezirksstaatsanwalt im Houghton County.
Im Jahr 1907 zog Larson nach Duluth in Minnesota, wo er weiter als Rechtsanwalt arbeitete. In seiner neuen Heimat begann er als Mitglied der Republikanischen Partei eine politische Laufbahn. Bei den Kongresswahlen des Jahres 1920 wurde er im achten Wahlbezirk von Minnesota in das US-Repräsentantenhaus in Washington, D.C. gewählt, wo er am 4. März 1921 die Nachfolge von William Leighton Carss antrat. Nach einer Wiederwahl im Jahr 1922 konnte er bis zum 3. März 1925 zwei Legislaturperioden im Kongress absolvieren.
Im Jahr 1924 verzichtete Larson auf eine weitere Kandidatur. Nach dem Ende seiner Zeit im US-Repräsentantenhaus zog er sich wieder aus der Politik zurück. In den folgenden Jahrzehnten arbeitete er wieder als Anwalt in Duluth. Dort ist Oscar Larson am 1. August 1957 auch verstorben.